# Callionymus mortenseni
Callionymus mortenseni är en fiskart som beskrevs av Suwardji, 1965. Callionymus mortenseni ingår i släktet Callionymus och familjen sjökocksfiskar. Inga underarter finns listade.